# Utajärvi
Utajärvi este o comună din Finlanda.